# Wolf Kahler
Pour les articles homonymes, voir Kahler.
Wolf Kahler est un acteur allemand, né le 3 avril 1940 à Kiel (Schleswig-Holstein).

## Biographie
Faisant carrière principalement en Grande-Bretagne, Wolf Kahler débute au cinéma dans le film américano-britannique Barry Lyndon de Stanley Kubrick (avec Ryan O'Neal et Marisa Berenson), sorti en 1975.
Suivent à ce jour une trentaine d'autres films, dont Les Aventuriers de l'arche perdue de Steven Spielberg (film américain, 1981, avec Harrison Ford et Karen Allen), Les Vestiges du jour de James Ivory (film américano-britannique, 1993, avec Anthony Hopkins et Emma Thompson), Charlotte Gray de Gillian Armstrong (film australo-germano-britannique, 2001, avec Cate Blanchett et Billy Crudup) et Sherlock Holmes : Jeu d'ombres de Guy Ritchie (film américano-britannique, 2011, avec Robert Downey Jr. et Jude Law).
Pour la télévision, à ce jour, Wolf Kahler contribue à une trentaine de séries depuis 1978, dont Les Aventures de Sherlock Holmes (un épisode, 1984), Les Aventures du jeune Indiana Jones (un épisode, 1992), Frères d'armes (un épisode, 2001) et Inspecteur George Gently (un épisode, 2008).
S'y ajoute une quinzaine de téléfilms à partir de 1979, dont Les Douze Salopards 2 d'Andrew V. McLaglen (1985, avec Lee Marvin et Ernest Borgnine) et Le Bataillon perdu de Russell Mulcahy (2001, avec Rick Schroder et Jamie Harris).

## Filmographie partielle

### Cinéma
- 1975 : Barry Lyndon de Stanley Kubrick : le prince de Tübingen
- 1976 : L'aigle s'est envolé (The Eagle Has Landed) de John Sturges : le Hauptsturmführer Fleischer
- 1977 : Il était une fois la Légion (March or Die) de Dick Richards : le premier allemand
- 1978 : L'ouragan vient de Navarone (Force 10 from Navarone) de Guy Hamilton : un soldat allemand
- 1978 : Ces garçons qui venaient du Brésil (The Boys from Brazil) de Franklin J. Schaffner : Schwimmer
- 1979 : Le Mystère des Sables de Tony Maylam.
- 1979 : Une femme disparaît (The Lady Vanishes) d'Anthony Page : Helmut
- 1980 : Le Commando de Sa Majesté (The Sea Wolves) d'Andrew V. McLaglen : Trompeta
- 1980 : Le lion sort ses griffes (Rough Cut) de Don Siegel et Peter Hunt : De Gooyer
- 1981 : Priest of Love de Christopher Miles : un officier allemand
- 1981 : Les Aventuriers de l'arche perdue (Raiders of the Lost Ark) de Steven Spielberg : le colonel Herman Dietrich
- 1982 : Ascendancy d'Edward Bennett : Muller
- 1982 : Firefox, l'arme absolue (Firefox) de Clint Eastwood : le président du KGB Iouri Andropov
- 1983 : Les Aventuriers du bout du monde (High Road to China) de Brian G. Hutton : Von Hess
- 1983 : La Forteresse noire (The Keep) de Michael Mann : un adjudant de la SS
- 1985 : Zoo (A Zed & Two Noughts) de Peter Greenaway : Felipe Arc-en-Ciel
- 1992 : Une lueur dans la nuit (Shining Through) de David Seltzer : le commandant allemand au poste-frontière
- 1993 : Les Vestiges du jour (The Remains of the Day) de James Ivory : l'ambassadeur allemand Joachim von Ribbentrop
- 1994 : Backbeat : Cinq Garçons dans le vent (Backbeat) de Iain Softley : Bert Kaempfert
- 1996 : Loch Ness de John Henderson : Dr Muller
- 1998 : Firelight, le lien secret (Firelight) de William Nicholson : Sussman
- 2001 : Charlotte Gray de Gillian Armstrong : l'Oberleutnant Lindermann
- 2004 : Bridget Jones : L'Âge de raison (Bridget Jones: The Edge of Reason) de Beeban Kidron : le commentateur
- 2010 : Shanghai de Mikael Håfström : le consul allemand
- 2011 : Sherlock Holmes : Jeu d'ombres (Sherlock Holmes: A Game of Shadows) de Guy Ritchie : Dr Hoffmansthal
- 2012 : Cockneys vs Zombies de Matthias Hoene : un officier nazi

### Télévision

#### Séries télévisées
- 1984 : Les Aventures de Sherlock Holmes (The Adventures of Sherlock Holmes), saison 1, épisode 1 Un scandale en Bohème (A Scandal in Bohemia) : le roi de Bohème
- 1984 : L'Amour en héritage (Mistral's Daughter), mini-série : le major Schmidt
- 1992 : Les Aventures du jeune Indiana Jones (The Young Indiana Jones Chronicles), saison 2, épisode 4 Barcelone, mai 1917 (Barcelona, May 1917) de Terry Jones et Carl Schultz : le deuxième allemand
- 2000 : Inspecteurs associés (Dalziel and Pascoe), saison 5, épisode 3 Corps étrangers (Foreign Bodies) : Jurgen Falke
- 2001 : Frères d'armes (Band of Brothers), saison unique, épisode 10 Des hommes avant tout (Points) de Mikael Salomon : le général allemand
- 2008 : Inspecteur George Gently (Inspector George Gently), saison 1, épisode 3 La Nuit du pilote (Bomber's Moon) : Gunther Schmeikel
- 2011 : Casualty, saison 25, épisode 18 All the Time in the World : Alexander Chernov
- 2015 : Strike Back Saison 05 épisode  10 : Oscar Steiner

#### Téléfilms
- 1979 : The House of Garibaldi Street de Peter Collinson : l'agent immobilier
- 1983 : Mr Brown (The Secret Adversary) de Tony Wharmby : l'allemand
- 1985 : Les Douze Salopards 2 (The Dirty Dozen: Next Mission) d'Andrew V. McLaglen : le général Sepp Dietrich
- 1985 : Florence Nightingale de Daryl Duke : Gunther
- 1987 : Les Douze Salopards : Mission Suicide (The Dirty Dozen: The Deadly Mission) de Lee H. Katzin : le colonel Krieger
- 1988 : La Mémoire dans la peau (The Bourne Identity) de Roger Young : « Lunettes d'or »
- 1989 : Au péril de ma vie (The Man Who Lived at the Ritz) de Desmond Davis : Kropp
- 2000 : Britannic de Brian Trenchard-Smith : le capitaine Kruger
- 2001 : Le Bataillon perdu (The Lost Battalion) de Russell Mulcahy : le général Von Sybel
- 2005 : Rencontre au sommet (The Girl in the Café) de David Yates : Herr Gerhardt